# Йос Гейліген
Йос Гейліген (нід. Jos Heyligen, нар. 30 червня 1947) — бельгійський футболіст, що грав на позиції півзахисника. По завершенні ігрової кар'єри — тренер.
Виступав, зокрема, за клуби «Антверпен» та «Ватерсхей Тор», а також національну збірну Бельгії.

## Клубна кар'єра
У дорослому футболі дебютував 1964 року виступами за команду «Діст», яка виступала у другому дивізіоні. У 1970 році разом із клубом він піднявся до вищої футбольної ліги та продовжував грати там до 1972 року.
Своєю грою за цю команду привернув увагу представників тренерського штабу клубу «Беєрсхот», до складу якого приєднався 1970 року. Відіграв за команду з Антверпена наступні два сезони своєї ігрової кар'єри.
1972 року уклав контракт з клубом «Антверпен», у складі якого провів наступні три роки своєї кар'єри гравця. Більшість часу, проведеного у складі «Антверпена», був основним гравцем команди.
З 1975 року чотири сезони захищав кольори клубу «Ватерсхей Тор» і 1980 року виграв з командою Кубок Бельгії, забивши у фіналі вирішальний гол у ворота «Беверена» (2:1).
Протягом 1979—1980 років захищав кольори клубу «Берінген», а завершив ігрову кар'єру у команді «Вінтерслаг», за яку виступав протягом 1980—1983 років.

## Виступи за збірну
18 квітня 1973 року дебютував в офіційних матчах у складі національної збірної Бельгії в товариській грі проти Східної Німеччини (3:0).
У складі збірної був учасником чемпіонату Європи 1980 року в Італії, де разом з командою здобув «срібло», але на поле на турнірі не виходив.
Свій другий і останній матч за збірну зіграв 15 жовтня 1980 року у відбірковому матчі чемпіонату світу 1982 року проти Ірландії (1:1), вийшовши наприкінці гри.

## Кар'єра тренера
По завершенні ігрової кар'єри очолював кілька аматорських клубів, а 1991 року очолив тренерський штаб клубу «Діст».
В 1992 році він почав працювати з «Вестерло», який на той час грав у третьому дивізіоні. Команда посіла перше місце і була підвищена до другого дивізіону, але Гейліген перейшов до «Ломмеля», який щойно піднявся до першого дивізіону. Він тренував команду протягом двох сезонів і повернувся в «Вестерло» в 1996 році, який грав у другому дивізіоні. Він одразу став чемпіоном з клубом, а потім залишався тренером ще два сезони у вищому дивізіоні.
1999 року став головним тренером команди «Генк», але після зимової перерви Гейліген був звільнений і замінений Йоганом Боскампом.
2000 року Гейліген очолив «Вербродерінг», який грав у другому дивізіоні, і продовжував тренувати команду там протягом двох сезонів, після чого повернувся в «Ломмель», але клуб було виключено з вищого дивізіону через фінансові борги. Надалі Гейліген продовжив працювати з нижчоліговими клубами, а останнім місцем тренерської роботи був клуб четвертого дивізіону «Авербоде», головним тренером якого Йос Гейліген був з 2011 по 2014 рік.

## Титули і досягнення
- Володар Кубка Бельгії (1):

«Ватерсхей Тор»: 1979/80